# De 27ste letter
De 27ste letter is een stripalbum dat voor het eerst is uitgegeven in juni 1990 met Stephen Desberg als schrijver en Willy Maltaite als tekenaar. Deze uitgave werd uitgegeven door Dupuis in de collectie vrije vlucht.
Na eerdere samenwerkingen met Will voor diverse delen van de serie Baard en Kale, ging Desberg weer samenwerken met Will in drie strips voor een volwassen publiek, namelijk De 27ste letter en Liefde in het spel, die verschenen bij Dupuis, en De hemel in de hel bij P&T.